# Fujitas skala
Fujitas skala (F-Scale), eller Fujita–Pearson skalan, är en skala för att bestämma intensiteten i en tornado, och baseras huvudsakligen på den skada som en tornado tillfogar på strukturer människor har byggt och vegetation.
Fujitas skala mäts från F0 till F5 där högre tal indikerar större skada. Skalan baseras alltså enbart på hur mycket skada en tornado medför, inte dess storlek eller hastighet.